# Грегор Сікошек
Грегор Сікошек (словен. Gregor Sikošek; нар. 13 лютого 1994, Брежиці, Словенія) — словенський футболіст, фланговий захисник клубу «Марибор» та національної збірної Словенії.

## Ігрова кар'єра

### Клубна
Грегор Сікошек починав займатися футболом у рідному місті Брежиці. Згодом він перейшов до академії клубу «Кршко», у складі якого і дебютував у матчах Другого дивізіону чемпіонату Словенії. У 2015 році Сікошек своєю грою допоміг клубу підвищитися в класі і в липні того року зіграв свій перший матч і Вищому дивізіоні.
На початку 2017 року Сікошек перейшов у данський «Брондбю». Але в команді він провів лише 11 матчів і відправився в оренду. Спочатку це був данський «Сількеборг». Потім Сікошек повернувся в оренду до Словенії, де сезон провів у клубі «Домжале». Після закінчення оренди на початку 2020 року на правах вільного агента Сікошек підписав с клубом повноцінний контракт.
Влітку 2021 року Грегор Сікошек перейшов до «Марибора».

### Збірна
14 листопада у товариському матчі проти команди Польщі Грегор Сікошек дебютував у складі національної збірної Словенії.